# Expedición 23
La Expedición 23 fue la 23ª estancia de larga duración en la Estación Espacial Internacional.

## Tripulación
| Posición                | Primera parte (marzo de 2010 a abril de 2010) | Segunda parte (abril de 2010 a junio de 2010)     |
| ----------------------- | --------------------------------------------- | ------------------------------------------------- |
| Comandante              | Oleg Kotov, RSA Segundo vuelo espacial        | Oleg Kotov, RSA Segundo vuelo espacial            |
| Ingeniero de vuelo de 1 | Soichi Noguchi, JAXA Segundo vuelo espacial   | Soichi Noguchi, JAXA Segundo vuelo espacial       |
| Ingeniero de vuelo de 2 | Timothy Creamer, NASA Primer vuelo espacial   | Timothy Creamer, NASA Primer vuelo espacial       |
| Ingeniero de vuelo de 3 |                                               | Aleksandr Skvortsov, RSA Primer vuelo espacial    |
| Ingeniero de vuelo de 4 |                                               | Mikhail Korniyenko, RSA Primer vuelo espacial     |
| Ingeniero de vuelo de 5 |                                               | Tracy Caldwell Dyson, NASA Segundo vuelo espacial |

FuenteNASA

## Tripulación de Reserva
- Douglas H. Wheelock - Comandante
- Anton Shkaplerov
- Satoshi Furukawa
- Mikhail Tyurin
- Aleksandr Samokutyayev
- Scott J. Kelly